# Альмабтріб

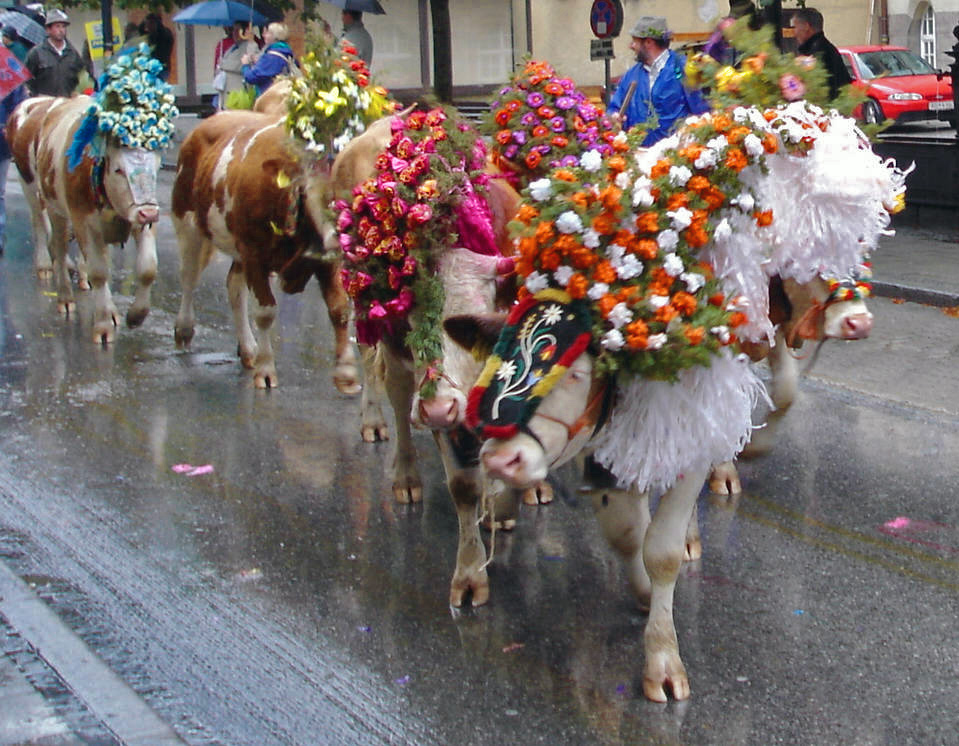
Альмабтріб у Куфштайні (Австрія)

Альмабтріб (нім. Almabtrieb (баварський діалект); у Швейцарії: нім. Alpabfahrt (алеманський діалект), нім. Alpabzug, досл. «згін з пасовища», у франкомовній Швейцарії: фр. Désalpes) — урочиста хода корів восени, щорічна подія в альпійському регіоні, пов'язана з відгоном корів із гірських пасовищ на зимові стійла.

## Опис

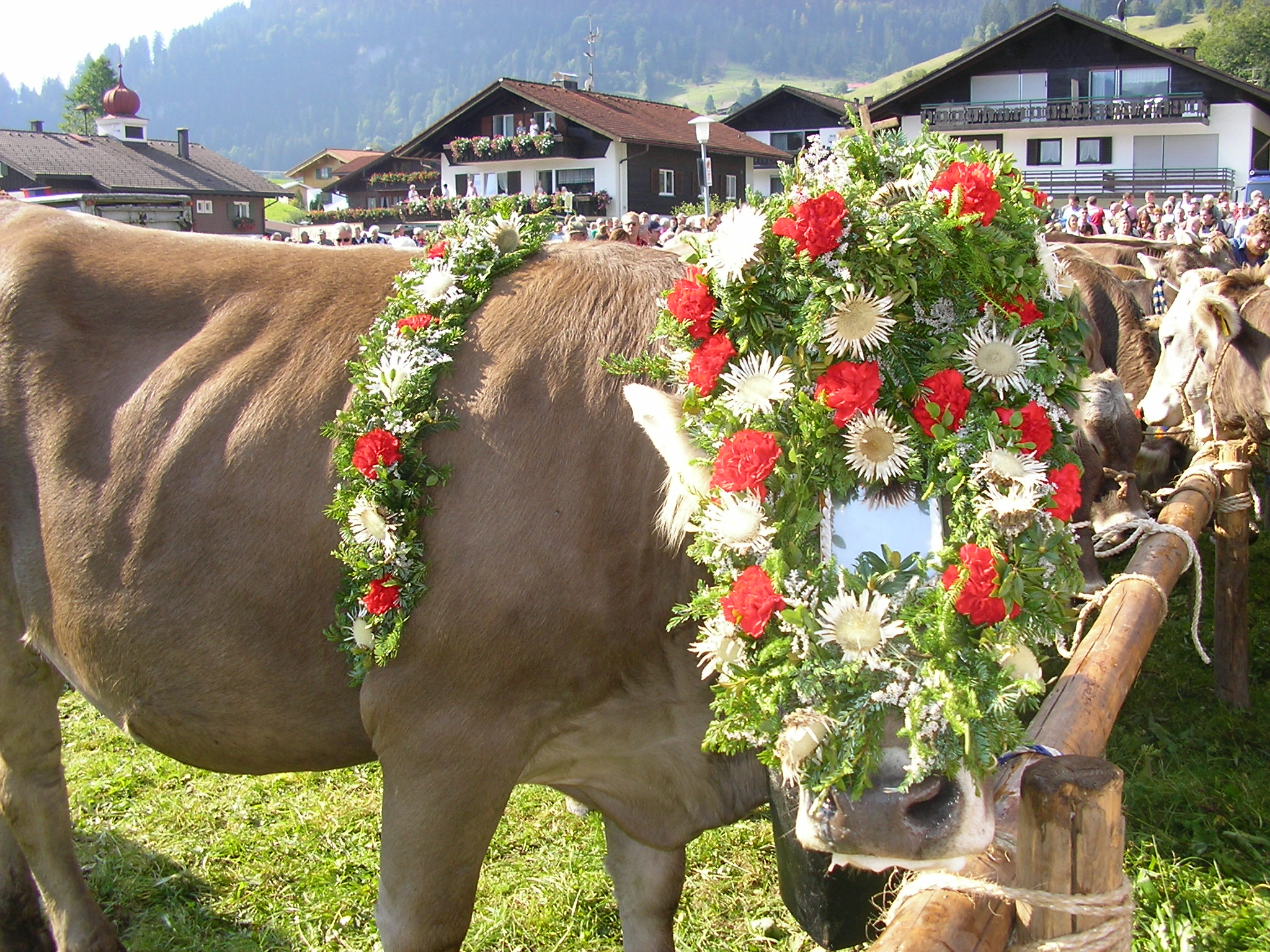
Святковий вінок (Обермайзельштайн, 2005)

У літню пору в усьому альпійському регіоні череди корів випасаються на альпійських луках («альмен» або, як їх називають у Швейцарії, «альпен»). Ця практика відома як відгінне тваринництво. У цифрах це становить близько 500 000 корів в Австрії, 380 000 — у Швейцарії і 50 000 — в Німеччині (переважно Баварія).

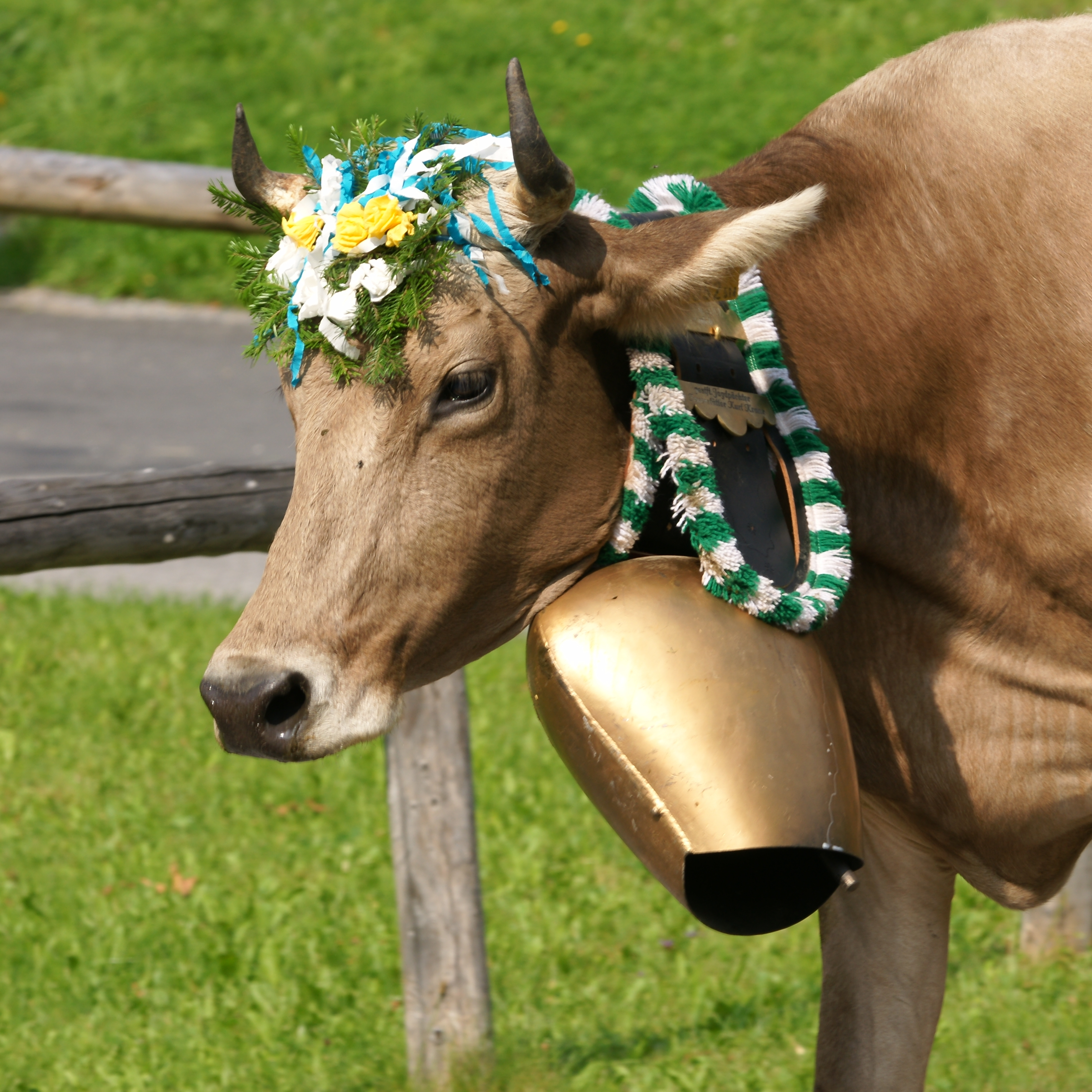
Корова з церемоніальним пастушим дзвоником.

Протягом літа корови, звісно, переходять із пасовища на пасовище, але восени відбувається одне загальне переміщення корів з метою перевести їх на зимівлю в долини. Як правило, це діється наприкінці вересня або на початку жовтня. У багатьох місцевостях, за умови, що за літо на пасовищах не трапилося жодного нещасного випадку, корів святково прикрашають, а коров'яча валка супроводжується музикою і танцювальними заходами у містах і селах. Спустившись у долину, об'єднана череда розділяється на череди окремих господарів у ході ритуалу, відомого як «Вішайд» (нім. Viehscheid «розділ худоби»), і таким чином кожна корова повертається до своєї домівки.
У багатьох місцях цей альпійський звичай нині переріс у значну туристичну подію з народним гулянням і встановленими вздовж процесії ятками для продажу сільськогосподарських, а також ремісничих виробів, укупі з алкогольними напоями.
У Польщі подібний звичай поширений здебільшого у Підгаллі, стосується перш за все овець і називається «редик осінній» (пол. redyk jesienny).
У США схоже щорічне народне свято і процесія називаються «Трейлінг оф зе шіп» (англ. Trailing of the Sheep «вервечка овець»). Ці урочистості, які теж стосуються овець, побутують у штаті Айдахо (Сан-Валлі, Кетчум і Гейлі) та відбуваються у жовтні.
У Швейцарії святкується і весняна зворотна «коров'яча процесія» з місць зимівлі на високогірні пасовища, хоча вона й менш відома. Цей обряд називається відповідно: «Альпауфцуг», «Альпфарт» або «Альпауффарт» (нім. Alpaufzug, Alpfahrt, Alpauffahrt), а у кантоні Фрібур — «Поя» (фр. Poya). Однак у Німеччині та Австрії це не відзначають.